# Spanish International 2001
Die Spanish International 2001 im Badminton fanden vom 15. bis zum 18. Februar 2001 in Granada statt. Es war die 22. Auflage des Turniers.

## Sieger und Platzierte
| Disziplin    | Gold                           | Silber                            | Bronze                             |
| ------------ | ------------------------------ | --------------------------------- | ---------------------------------- |
| Herreneinzel | Joachim Fischer Nielsen        | Conrad Hückstädt                  | Przemysław Wacha                   |
| Herreneinzel | Joachim Fischer Nielsen        | Conrad Hückstädt                  | Jan Vondra                         |
| Dameneinzel  | Tracey Hallam                  | Katarzyna Krasowska               | Rebecca Pantaney                   |
| Dameneinzel  | Tracey Hallam                  | Katarzyna Krasowska               | Justine Willmott                   |
| Herrendoppel | Michał Łogosz Robert Mateusiak | José Antonio Crespo Sergio Llopis | Nicolás Escartín Arturo Ruiz López |
| Herrendoppel | Michał Łogosz Robert Mateusiak | José Antonio Crespo Sergio Llopis | Klaus Raffeiner Alexander Theiner  |
| Damendoppel  | Emma Chaffin Sarah Hardaker    | Ella Miles Sara Sankey            | Rebecca Pantaney Joanne Wright     |
| Damendoppel  | Emma Chaffin Sarah Hardaker    | Ella Miles Sara Sankey            | Natalie Munt Liza Parker           |
| Mixed        | Peter Jeffrey Suzanne Rayappan | Andrej Pohar Maja Pohar           | Gil Martins Telma Santos           |
| Mixed        | Peter Jeffrey Suzanne Rayappan | Andrej Pohar Maja Pohar           | Ian Palethorpe Ella Miles          |